# 宇宙戦艦ヤマトシリーズの地球の戦闘艦
宇宙戦艦ヤマトシリーズの地球の戦闘艦（うちゅうせんかんヤマトシリーズのちきゅうのせんとうかん）は、アニメ「宇宙戦艦ヤマトシリーズ」に登場する地球防衛軍・国連宇宙軍・地球連邦防衛軍の戦闘艦。

## 凡例
本記事は文中に作品名が多く登場するため、冒頭の本節に便宜上の略称をあらかじめ明記する。
- 原作アニメシリーズ
  - 『宇宙戦艦ヤマト』 - 『ヤマト』
  - 『さらば宇宙戦艦ヤマト 愛の戦士たち』 - 『さらば』
  - 『宇宙戦艦ヤマト2』 - 『ヤマト2』
  - 『宇宙戦艦ヤマト 新たなる旅立ち』 - 『新たなる』
  - 『ヤマトよ永遠に』 - 『永遠に』
  - 『宇宙戦艦ヤマトIII』 - 『ヤマトIII』
  - 『宇宙戦艦ヤマト 完結編』 - 『完結編』
  - 『宇宙戦艦ヤマト 復活篇』 - 『復活篇』
  - 『宇宙戦艦ヤマト 復活篇 ディレクターズカット版』 - 『復活篇DC版』
- リメイクアニメシリーズ
  - 『宇宙戦艦ヤマト2199』 - 『2199』
  - 『宇宙戦艦ヤマト2199 星巡る方舟』 - 『星巡る方舟』
  - 『宇宙戦艦ヤマト2202 愛の戦士たち』 - 『2202』
  - 『「宇宙戦艦ヤマト」という時代 西暦2202年の選択』 - 『ヤマトという時代』
  - 『宇宙戦艦ヤマト2205 新たなる旅立ち』 - 『2205』
  - 『ヤマトよ永遠に REBEL3199』 - 『3199』
- PSゲームシリーズ
  - PS用ゲーム『宇宙戦艦ヤマト 遥かなる星イスカンダル』 - 『遥かなる星イスカンダル』
  - PS用ゲーム『さらば宇宙戦艦ヤマト 愛の戦士たち』 - 『PS版さらば』
  - PS2用ゲーム『宇宙戦艦ヤマト 英雄の軌跡』 - 『英雄の軌跡』
  - PS2用ゲーム『宇宙戦艦ヤマト イスカンダルへの追憶』 - 『イスカンダルへの追憶』
  - PS2用ゲーム『宇宙戦艦ヤマト 暗黒星団帝国の逆襲』 - 『暗黒星団帝国の逆襲』
  - PS2用ゲーム『宇宙戦艦ヤマト 二重銀河の崩壊』 - 『二重銀河の崩壊』

## 宇宙戦艦ヤマト
全作品に登場する。デザイン担当は松本零士・宮武一貴・加藤直之、PSゲームシリーズでは宮武一貴、リメイクアニメシリーズでは玉盛順一朗。

## 原作アニメシリーズ

### 沖田艦
『ヤマト』に登場する。デザイン担当は松本零士（ラフ稿）、加藤直之。
型式名「M-21741式宇宙戦艦」。西暦2174年制式化。西暦2199年8月21日、最後の地球艦隊の旗艦として冥王星会戦に登場する、地球防衛軍の日本艦隊に所属する沖田十三座乗の司令船225号。
艦名は沖田の座乗艦であることを指す通称であり、正式な級名や艦名は不明である。
ガミラス戦役時、地球側の技術力の総力を結集して建造された主力艦、主力戦艦などの記述が資料により確認できるが、圧倒的な科学技術力の差があるガミラス帝国の艦艇に対抗するには、攻防速いずれも不十分である。
葉巻形で、続編に登場する地球防衛軍の戦闘艦の基本形となる艦型デザインである。外観の特徴として、艦首に4枚の翼（フィン）を十字型に、艦尾両舷に2枚のデルタ状の翼（フィン）を配置。艦後部上面には大型垂直尾翼、後部下面には小型垂直尾翼を備える。船体色は艦体の上半分を赤、下半分を白、エアインテークの縁と艦首先端を黄色（松本零士の漫画版では全体が水色で、他の地球艦も同様の配色となっている）としている。
主機関に関する設定は存在しないが、冥王星から火星まで3日で航行できる速力を有している。イスカンダルからの波動エンジン技術供与前の艦のため、ワープ航行能力は無い。
武装は艦首に誘導弾発射管が8門（本編未使用）。主砲として三連装フェーザー光線砲塔を艦上面に2基、下面に2基装備。その内の上面の1基は、艦橋と一体になった艦橋砲である。なお、艦首先端に開口部が存在するが、これが武装なのかは不明である。ひおあきら漫画版では防御兵装としてバリアーを備え、ガミラス艦が放った遠距離からの砲撃を防いでいる。
艦尾底部に大型の艦載機格納ハッチがあり、古代と島が火星から帰還する際にここから着艦している。ひおあきら漫画版では艦橋後部の後甲板にあるエレベーターで着艦している（この場面では古代と島が乗る探索機と比較して艦橋がかなり大きくデフォルメして描かれている。もし実際にこのサイズであれば、ヤマトより遥かに大型の巨大戦艦となってしまう）。
劇中では第1話に登場。最後の地球防衛艦隊の旗艦として、冥王星近傍でガミラス艦隊と交戦するが、本艦の主砲はガミラスの駆逐型デストロイヤー艦の装甲に跳ね返されて通用せず、沖田をして「奴らには、この艦では勝てない」と言わせる。結局、地球最後の艦隊は壊滅し、本艦のみが生き残る。地球への帰還途中、火星付近にて当時訓練生だった古代進と島大介が搭乗した100式探索艇を収容し、地球の基地へ帰投する。以降は登場しない。なお、バンダイifシリーズのSLG「宇宙戦艦ヤマト」ではC (巡洋艦)に分類されていた。

### ゆきかぜ
『ヤマト』『復活篇DC版』に登場する。デザイン担当は松本零士（ラフ稿）、加藤直之。

### アンドロメダ級戦艦
『さらば』『ヤマト2』『復活篇DC版』に登場する。デザイン担当は宮武一貴、艦橋部のみ松本零士。
地球連合艦隊旗艦。

### 主力戦艦
『さらば』『ヤマト2』に登場する。デザイン担当は宮武一貴。
地球連合艦隊の主力艦。

### 巡洋艦
『さらば』『ヤマト2』『ヤマトIII』に登場する。デザイン担当は宮武一貴。
ガミラス戦役後、復興した地球が新たに建造した地球防衛軍の中型高速戦闘艦。主機関として波動エンジンを搭載し、艦隊決戦兵器である拡散波動砲を艦首に装備している。また、巡洋艦という艦種に相応しく、同時期に建造された諸艦種の戦闘艦の中で長きに渡る遠洋航海任務に耐え得る長距離型戦闘艦とされる。
艦型は、ガミラス戦役時の地球防衛軍の艦艇と共通する紡錘-葉巻形の艦型となっており、艦橋のある艦中央部から艦尾がロケット型に絞られる形状が特徴である。
主機関は波動エンジン。艦中間部両舷には、艦の前方を指向した噴射口が1基ずつ、計2基ある。
同時期に登場したパトロール艦とほぼ同型艦であるが、アンテナ類を省略する替わりに武装を強化している。
武装は、上述の拡散波動砲のほか、艦前部上部甲板に連装衝撃砲を2基、下部甲板に1基装備。艦後部側面に360度旋回する、三連装衝撃砲を2基装備。これにより主砲は、前方に12門、左右方に6門、上方に6門、下方に6門、後方に6門の指向が可能である。艦側面には宇宙魚雷発射管を4基（3連装×2・4連装×2）装備。艦後部上部甲板に8連装ミサイル発射管を装備。船体規模と武装から巡洋戦艦級の総合能力を持つ重巡洋艦とされる。
艦体色は灰色を基調とし、波動砲口・前甲板上の砲塔2基・艦橋上部の紡錘状の構造物の前部・艦後部のインテーク状建造物の前縁・メインエンジンノズルのショックコーンが白色となっている。
『さらば』では、バルゼー艦隊内の通信で、81隻の出撃が確認されている。『さらば』の当初設定では地球周囲の防衛専門艦で、月面基地司令部所属であったが、『ヤマト2』では、設定変更され各惑星基地に配備されている。
『さらば』『ヤマト2』ともに地球連合艦隊としてアンドロメダに率いられて戦うが、目立った活躍もないままモブとして一まとめに白色彗星帝国に撃破されてしまっている。『ヤマトIII』第4話では、ヤマトが訓練を行った防衛軍アステロイド基地内に繋留されている。
最初にデザインした護衛艦をベースに、スケールアップする形でデザインされた。

『さらば』上映時には、本級には正確な全長・重量などの値は設定されておらず、「推定全長180 m」「6,000 t級」と決められていただけだった。武装も、明確にされていたのは艦首の波動砲と魚雷発射管および8連装重火器のみであり、主砲すらも衝撃砲と明言されていない状態だった。その後の『ヤマト2』放送時、複数の雑誌媒体において明確なデータが公表されたが、全長・重量については先に存在していた推定値と異なる数値となってしまっている。ただしこれらの雑誌の場合、西崎義展監修と付いたり、西崎のコメントが載せられていたりすることから、雑誌側の推測だけで書いていたわけではないことがわかる。

### パトロール艦
『さらば』『ヤマト2』『ヤマトIII』『復活篇DC版』に登場する。デザイン担当は宮武一貴。
ガミラス戦役後、復興した地球防衛軍が新たに建造した5,900トンの量産型軽巡洋艦。英語表記は「Patrol Cruiser」（哨戒巡洋艦）。
『さらば』『ヤマト2』では、太陽系外周宙域の哨戒任務に用いられる。『ヤマトIII』では警備艇と呼称されている。
艦型は、ガミラス戦役時の地球防衛軍の艦艇と共通する紡錘-葉巻形の艦型で、同時期に建造された巡洋艦と同一の艦体をしている。
主機関は波動エンジン。艦後部にあるインテーク状の構造物上に、艦の前方を指向した小型の噴射口が片舷に2基ずつ、計4基ある。
艦体色は、『さらば』『ヤマト2』に登場する艦は、艦体上部が濃紺色、下部が灰色であり、波動砲口・前甲板前縁・前甲板上の砲塔2基・艦橋前部・艦後部のインテーク状建造物の前縁・メインエンジンノズルのショックコーンが白色となっている。『ヤマトIII』において、ケンタウルス座駐留の警備艇は、灰色を基調とし、波動砲口・前甲板上の砲塔2基の前盾・艦橋前部がクリーム色となっている。これは主力戦艦・アンドロメダに使用されている色と同じである。地球防衛軍司令長官藤堂平九郎が乗り込んだ艦は白灰色を基調としたうえで、波動砲口と、メインエンジンノズル上にある4枚の尾翼（フィン）が、赤色となっており、メインエンジンのノズルコーンのみが黄色に塗られている。
武装は、艦隊決戦兵器である拡散波動砲を艦首に装備。主砲として15.5cm2連装衝撃砲を艦体の前部に上面に2基、下面に1基を配置。艦首部分には、3連装魚雷発射管を片舷に2基ずつ計4基装備している。このため、火力は前方および側面に限定されるが、これは艦底中央部と艦後部上面に各種探査装置類を装備し、火力と探査能力の両立させるためと考察されている。
『さらば』のゆうなぎには、脱出カプセル（内火艇）が設定されたが、劇中に登場しなかった。『ヤマトIII』で、藤堂平九郎が乗っていた艦では、救命艇に似た形状をした連絡艇を搭載しており、ガルマン・ガミラス工作母艦に乗り入れている。舷側の発進口より離着陸を行う。
護衛艦をスケールアップした巡洋艦に、アンテナ類を付け足してパトロール艦がデザインされた。
劇中での登場
さらば宇宙戦艦ヤマト 愛の戦士たち
第11艦隊の旗艦として登場。艦名は「ゆうなぎ（夕凪）」である。白色彗星帝国の襲撃によって大破し、第11番惑星付近で航行不能になっていたところを、ヤマトに発見され、唯一の生存者である艦長の土方竜が救出される。
宇宙戦艦ヤマト2
第1話において、ヤマトを旗艦とする太陽系外周第3艦隊にパトロール艦が配備されている。その中に登場する303号艦の艦名は「ゆうだち（夕立）」である。なお、第21話のヒペリオン艦隊の巡洋艦は、パトロール艦に準じた塗装となっており、両者の描写が混同されている。
宇宙戦艦ヤマトIII
第9話では、ケンタウルス座駐留の警備艇が、身重となった山上トモ子と、京塚ミヤコ含むヤマトの女性乗組員を乗せ、地球に帰還させる。第18話では、地球にいた藤堂平九郎と藤堂晶子が、太陽制御に来たフラウスキー率いるガルマン・ガミラス帝国工作船団を出迎えるために、警備艇を使用している。
宇宙戦艦ヤマト 復活篇 ディレクターズカット版
カスケード・ブラックホールの接近に伴う人類の地球脱出において、アンドロメダ級戦艦の12番艦アンドロメダA12と共に内惑星救助部隊として取り残された人々の救助を行っている。
なお、本作に登場する本級は全て輸送船に酷似したカーゴを牽引している。

### 駆逐艦
『さらば』『ヤマト2』『ヤマトIII』に登場する。デザイン担当は宮武一貴。
ガトランティス戦役時から登場する宇宙駆逐艦。地球防衛軍艦艇随一の速力を誇り、敵艦隊に肉薄して四連装4基計16門の宇宙魚雷発射管からの雷撃を行う。
艦型は、ガミラス戦役時の地球防衛軍の艦艇と共通する紡錘-葉巻形の艦型で、同時期に建造された護衛艦とほぼ同じ艦体をしている。ただし、メカコレのパッケージなどには6,000t級と大型化している記述がある。
武装は、上記の雷装のほか、主砲として連装衝撃砲を上甲板に1基、下甲板に1基を装備、また護衛艦の艦尾に装備されているパルスレーザーは副砲として小口径の連装ショックカノンに換装、低くなった艦橋構造物の横に連装対空パルスレーザー砲座が2基ずつ装備されている。他の艦と異なり、波動砲は装備していない。
『ヤマト2』の第1話に登場した707号艦には「あさま（浅間）」という艦名がある。『ヤマトIII』においても、第4話で1カットのみ出番がある（ただし艦体の半分が画面に映る程度）。

護衛艦をベースとして、武装を減らし、艦橋を低くしてデザインされた。

### 護衛艦
『さらば』『ヤマト2』に登場する。デザイン担当は宮武一貴。
ガミラス戦役後の復興に伴い、拡大した物資輸送航路の護衛を目的として地球連邦政府が建造した量産型の護衛艦艇であり、現実世界のフリゲートに相当する。
全長112メートル・全幅13.9メートル・自重3,600トンの小型艦で、艦体基本構造は同時期の駆逐艦と同一。主機関として波動エンジンを搭載している。
艦型は、ガミラス戦役時の地球防衛軍の艦艇と共通する紡錘－葉巻形の艦型で、艦底部にはインテーク状の構造物がある。これは、同時期に建造された巡洋艦・パトロール艦・駆逐艦と共通の特徴である。
艦のサイズは、同時期の駆逐艦とほぼ同寸であるが、駆逐艦に比べると高い艦橋構造物を有している。艦橋の頂点には、横に回転する風車状の3次元レーダーを有する。艦橋後部には、艦橋の約2倍の高さのアンテナを設置。艦底部のインテーク状構造物にあるアンテナについて、駆逐艦には左右に1枚ずつの計2枚あったが、護衛艦は直下に一枚のみである。
また、船団護衛艦として情報処理能力が高いとされる。
艦体色は、青に近い灰色を基調とし、艦前部とメインエンジン部は水色、艦首（波動砲口）・波動砲口下部のレーダー状構造物の前縁・上甲板の前縁・艦底部のインテーク状建造物の前縁は淡い黄色、メインエンジンノズルのショックコーンのみが橙色に塗られている。
武装は、艦隊決戦用として雷撃に特化した駆逐艦と異なる。艦首には、艦隊決戦兵器である波動砲を装備。連装衝撃砲については、駆逐艦の2基から、上甲板の前部にもう1基増設した計3基となっている。両舷にある4基の宇宙魚雷発射管が、駆逐艦では四連装式だったが、護衛艦は三連装式になっている。 また、駆逐艦にはあった、艦橋側面連装対空パルスレーザー砲が、護衛艦には装備されていない。艦後部には駆逐艦同様に、小型の連装砲塔がX状に4基配置されている。
『さらば』の地球艦艇の中で、アンドロメダと並んで最初にデザインされた艦であり、本艦をベースとして巡洋艦・パトロール艦・駆逐艦がデザインされていった。
劇中での登場
さらば宇宙戦艦ヤマト 愛の戦士たち
物語冒頭に古代進が座乗する第15輸送補給線護衛艦隊旗艦として登場する。護衛任務を終え、地球に帰還する直前に、進宙式典後の処女航海に出航したアンドロメダと擦れ違う。
宇宙戦艦ヤマト2
劇中の出番としては、第2話のラスト、地球が全世界的な停電に見舞われた際、宇宙港に着陸しているシーンがあるだけである。

PSゲームシリーズでは『PS版さらば』に登場。設定・デザインともにアニメから流用されている。プロローグで古代の座乗する資源輸送船団第三護衛艦隊旗艦として登場し、輸送船団を襲ったデスバテーターに対し目視による攻撃を仕掛ける。
ソースネクストのタイピング拡散波動砲ではヤマト率いる空母機動艦隊に随伴し、ワープ能力を有する事を見せただけでなく、ヤマトと共に敵空母艦隊に猛攻をしかけている。

### 空母
『ヤマト2』に登場する。デザイン担当は板橋克己。
主力戦艦の後部を飛行甲板に改造した空母。

### 無人艦隊大型艦
『永遠に』に登場する。デザイン担当は辻忠直（ラフ稿）、板橋克己。
ガトランティス戦役で、多数の人員および艦艇を喪失した地球防衛軍が、慢性的人員不足の解消という大義名分の下で採用した無人艦艇により編成した艦隊で、大型艦と呼称されるのが本級である。
アンドロメダ級宇宙戦艦を凌ぐ全長300メートルの巨躯を誇る無人大型艦。艦型は地球防衛軍艦艇に共通する紡錘-葉巻形型で、有人艦艇にあるような塔状艦橋が無いが、代わりにコントロール用の送受信アンテナが設置されている。艦体中央部下甲板にはパトロール艦のものに似たレーダーやセンサー類がある。艦体前半部両舷にはカナード様の2つの安定翼、艦体後半部にはX型配置のフィン状安定翼と十字配置の小型フィンを持つ。
艦首上下に波動砲が艦外ユニットとして2門装備されていることが、艦型の特徴となっている。
武装は艦隊決戦兵器である波動砲2門を上下に並べて装備。ほかには、艦体上甲板に3連装主砲を2基と、艦首にミサイル発射管を8門装備している。
平時には、各衛星軌道上に待機しており、有事には必要に応じて合流し艦隊を編成するシステムを採用している。地球上にある無人艦隊コントロールセンターで制御される無人艦であるため、乗組員とその育成が不要であり、何より戦闘による犠牲者が発生しないという利点がある。だが、すべての艦を遠隔操作しているため、奇襲攻撃や乱戦などの状況に対応しきれず、またAIはまったく搭載しておらず、コントロールセンターが破壊された場合には自律的な戦闘行動は不可能であるなど、制御・運用面において非常に脆い面がある。

劇中では、暗黒星団帝国の地球侵攻時の防衛戦に参戦。敵の地球本土制圧部隊を迎撃のため集結するが、背後から出現した敵の黒色艦隊の奇襲を受け、さらに地球にあるコントロールセンターを破壊されてコントロール不能に陥り、為す術も無く全滅する。なお、画面に登場するのは無人艦隊小型艦ばかりで、大型艦は衝突シーンで1カット映る程度であり、ほとんど確認出来ない。波動砲も劇中内では未使用である。以降の作品では登場しない。

### 無人艦隊小型艦
『永遠に』に登場する。デザイン担当は辻忠直（ラフ稿）、板橋克己。
西暦2202年に就役していた地球防衛軍の無人戦闘艦。
無人艦隊は慢性的人員不足の解消目的で建造、編成された。大型艦と小型艦の2種類より成る。そのうちの小型の方が本級である。艦体の規模は従来の宇宙巡洋艦に相当する。建造数は不明であるが、複数隻が量産されている。地球にあるコントロールセンターからの指令で動いている。
普段は月の裏側に待機しており、有事の際にはこれらが必要に応じて合流し、艦隊を編成する。
艦型は紡錘-葉巻型の変形で、全体に直線的・平面的な構成である。無人なので艦橋は無く、代わり送受信アンテナが設置されている。特徴として艦首下側に外装式の波動砲を1門装備している。
その他の武装としては、3連装主砲を艦前半部の甲板上に1基装備しているほか、艦後部上側には連装固定砲を後ろ向きに装備している。艦底部にも砲塔が1基あるが、詳細は不明で、劇中ではほとんどのカットで作画されておらず、描かれても2連装だったり3連装だったりと安定していない。

2202年の暗黒星団帝国の侵攻の際に太陽系侵攻艦隊と交戦するが、後方から奇襲を受けて苦戦。さらに地上のコントロールセンターを敵地上部隊に破壊されてしまい、コントロールを失った無人艦隊はただの標的の群れと化して一方的に砲撃され、全滅する。以降の作品では登場しない。

### アリゾナ級戦艦
『ヤマトIII』『復活篇DC版』に登場する。デザイン担当は出渕裕。
太陽の核融合異常増進により陥った危機の打開策として打ち出された移民計画の要である、移住可能惑星の探査のために編成された各国の探査船団の護衛任務に就いた艦のうちの1隻で、北アメリカ州の探査船団の護衛戦艦。艦名は第二次世界大戦中の アメリカ海軍の戦艦アリゾナに由来する。
艦体の基本構造に関して、全体のシルエットはヤマトに近いが、細部のデザインはアンドロメダに近く、艦中央部のバルジ、補助機関とフィン状安定翼のX型配置、艦橋後部の多目的センサーマスト、船体下部の補助機関ナセルなど、艦底から艦後半部にかけて共通の特徴がある。波動砲の形状は主力戦艦、艦橋形状はヤマトなど、細部は異なるが、これまでの地球防衛軍の艦艇の折衷形の艦型である。
波動エンジンを装備し、アンドロメダ級と同じくメインノズルを1基とそれを囲むようにサブノズルを4基備えている。
兵装は艦隊決戦兵器である艦首波動砲を1門装備。主力戦艦同様に、発射口中央部に縦に仕切板がある。主砲として、三連装衝撃砲を艦前部上面に2基、艦後部上面に1基、計9門を装備。副砲として、ガトランティス戦役時の巡洋艦と同様に船体中央の両舷に装備し、艦尾方向以外を広く射界に含んでいる。これにより上下垂直方向に対する砲撃が可能になるだけでなく、正面方向に対し衝撃砲を最大12門指向できる。対空兵装は、艦橋付近の両舷に、連装対空パルスレーザー砲を3基、計12門装備する。本艦には、ヤマト以外の唯一の煙突型の兵装として、煙突型パルサー砲を装備。

『ヤマトIII』劇中では北アメリカ州探査船団の護衛戦艦として登場する（第12・20話、いずれも1カットのみ）。その後、スカラゲック海峡星団β星の強風が吹き荒れる荒野で、ヤマトのクルーが残骸と化したアリゾナを発見する。船体から放射線ボラーチウム100が検出された事により、ボラー連邦により撃沈されたものと劇中で推定されている。なお、『ヤマトIII』の初期の全52話プロットでは、撃沈されたアリゾナに関する話に2話を費やしていたが、短縮打ち切りのため本編では1話分にも満たないわずかなシーンに留まった。『復活篇DC版』では、「ペンシルバニア」を始めとする同型艦が多数登場。アリゾナと外見上の違いはほとんどないが、艦尾の推進ノズル周辺の形状などが若干変更されている。カスケード・ブラックホールの到来による人類の地球脱出時に、海王星軌道で逃げ遅れた人々の救助を行っている。

### 戦艦プリンス・オブ・ウェールズ
『ヤマトIII』に登場する。デザイン担当は板橋克己。
太陽の核融合異常増進により陥った危機の打開策として打ち出された移民計画の要である、移住可能惑星の探査のために編成された各国の探査船団の護衛任務に就いた艦のうちの1隻で、イギリスが編成した探査船団の護衛戦艦である。艦名はイギリス海軍の戦艦プリンス・オブ・ウェールズに由来する。
艦型は、ガトランティス戦役時の主力戦艦を基本形に、艦尾は巡洋艦に近い形状をしている。艦首が衝角のような長い突起形状をしているのが特徴的である。船体のカラーリングは主力戦艦とほぼ同様である。
武装は、艦首波動砲のほか、連装衝撃砲を艦前部上面に3基、後部上面に1基を装備している。

劇中では第12話の各国の探査船団の紹介シーンで登場するほか、第20話で宇宙空間を航行中の姿が映るが、その後の消息は不明。

### 戦艦ビスマルク
『ヤマトIII』に登場する。デザイン担当は板橋克己。
太陽の核融合異常増進により陥った危機の打開策として打ち出された移民計画の要である、移住可能惑星の探査のために編成された各国の探査船団の護衛任務に就いた艦のうちの1隻で、ヨーロッパ州、その中のドイツの編成した探査船団の護衛戦艦である。艦名は第二次世界大戦中のドイツ海軍の戦艦ビスマルクに由来する。
艦型はガトランティス戦役時の主力戦艦を基本形とし、艦底部はヤマト、艦尾の推進部は巡洋艦に似たデザインとなっている。また、艦橋はアンドロメダと似た幅広のものとなっている。
主機には波動エンジンを装備。
兵装は艦隊決戦兵器である波動砲を1門を艦首に装備。本級最大の特徴は、衝撃砲やパルスレーザー砲などの武装が艦体外面に装備されていないことである。

第12話での各国探査船団紹介シーンで1カットだけ登場。

### 戦艦ノーウィック
『ヤマトIII』に登場する。デザイン担当は板橋克己。
太陽の核融合異常増進により陥った危機の打開策として打ち出された移民計画の要である、移住可能惑星の探査のために編成された各国の探査船団の護衛任務に就いた艦のうちの1隻で、ソビエト連邦が編成した探査船団の護衛戦艦である。艦名はロシア帝国海軍の偵察巡洋艦ノーウィックに由来する。なお、計画参加艦の中で、唯一戦没艦の名が冠せられていない。
本艦は、この時代の発進形態に地球防衛軍艦艇としては珍しい垂直離床形式を採用している。また、波動エンジン搭載型の戦闘艦艇であるが、波動砲の装備が見当たらない。
艦型は、従来の地球防衛軍艦艇や同時期建造の艦艇建造技術の延長線上にあるアリゾナ、プリンス・オブ・ウェールズ、ビスマルクとは一線を画している。直線を基調とし、艦中央部に艦橋が存在せず、補助エンジン2基を艦外部に装備している。
武装は、艦の前部に固定式連装砲を集中的に配備している。また、船体の中央部に三連装衝撃砲と固定式の連装砲、補助エンジン部に巡洋艦などに見られる連装砲塔を装備している。

第12話での各国探査船団紹介シーンで1カットだけ登場。

### 地球戦艦
『完結編』に登場する。デザイン担当は板橋克己。
設定画には「地球戦艦」と記載されているが、模型（食玩）の名称や、大抵の資料での表記は単に「戦艦」である。
西暦2203年当時の地球防衛軍の主力艦である量産型大型戦艦。
艦体は船型をしているが、直線と平面を多用した箱構造であり、同時期に建造された巡洋艦・駆逐艦にも同様の艦型が採用されている。艦両舷に張り出たインテーク状構造物が外観上の特徴となっている。艦体色は巡洋艦・駆逐艦と同じ白を基調とし、艦首部の艦種識別色は巡洋艦と同じく水色となっている。
主機には波動エンジンを装備しており、主推進ノズルは1基。
武装は、艦首拡大波動砲を装備。そのほか、前後の甲板上に主砲として3連装衝撃砲（ショックカノン）を3基、艦橋両舷に連装対空パルスレーザー砲を16基、艦首下部に大型魚雷発射管を2基を装備している。ヤマトより艦の自動制御化が進んでいるが、主砲塔内部に要員が配置されており、アンドロメダのような自動制御化された主砲塔ではない。
従来の地球型戦艦と比べると、艦橋内における艦長席の位置が大幅に変更されている。それまでの艦は、艦橋内部の後方、一段高い位置であったが、本級では前方寄り左舷側（ヤマト第一艦橋で例えれば、普段空席のサブパイロット席よりさらに左舷寄りあたり）に設置されている。

劇中では、地球に接近するアクエリアスから一時的に避難する第一次避難船団を護衛すべく、巡洋艦・駆逐艦と艦隊を組み多数出撃。その後、避難船団を全滅させたディンギル帝国軍太陽系制圧艦隊に接近し、拡大波動砲による波動砲戦で全艦一斉射撃を加えるが、ルガール・ド・ザールに戦法を読まれ、ワープにより回避される。その直後、艦隊側方両翼への水雷艇部隊によるハイパー放射ミサイルの飽和攻撃により、全艦撃沈され、護衛艦隊は全滅する。なお、冥王星沖会戦では第一波攻撃で撃沈された艦の中に後述する巡洋艦「矢矧」の作画ミスで本艦の姿がある。

### 地球巡洋艦
『完結編』に登場する。デザイン担当は板橋克己。
対ディンギル帝国戦役に登場する巡洋艦。多数の同型艦が配備されている。艦型は、戦艦をスケールダウンさせたような艦型で、平面により構成されているのが特徴である。
主武装は、艦首の拡大波動砲1門のほか、前部甲板に3連装衝撃砲を2基、艦橋両舷に連装対空パルスレーザー砲を4基、艦首下部にミサイル発射管4基を装備。艦後部は艦載機関連設備となっており、カタパルトが1基装備されている。
劇中では、地球の洋上ドックに繋留中にディンギル軍の大型戦闘機から攻撃を受ける場面がある。また、第一次避難船団と共に地球を出発する地球艦隊の中に数隻確認できる。そのシーンでは後部にカタパルトではなく、第三主砲塔を装備するタイプも確認できる。

小説版では、巡洋艦「矢矧」が登場し、ヤマト最後の出撃に同行するが、冥王星会戦の際、敵の第一波攻撃による負傷者を救出中に大型戦闘機2機の奇襲を受け、航行不能となる。撃沈されたのか、航行不能で放棄されたのかはその描写が無いため不明である。アニメでも同じ場面で登場する予定であったが、ほとんどカットされている。しかし、よく観察すると、第一波攻撃で撃沈された艦の中にその姿を見ることができる。艦首から艦橋にかけて大破炎上しているが、かろうじて艦尾から他の駆逐艦との識別が可能。この場面に出て来た艦は「艦首ミサイル発射管が大型の2門（巡洋艦は小型の発射管4門）」、「艦橋部の天頂のレーダーアンテナが二枚（巡洋艦なら一枚）」更に「艦尾部の二枚のフィンがある（巡洋艦には無い）」と明らかに戦艦のもので、作画の間違いである。

### 地球駆逐艦
『完結編』に登場する。デザイン担当は板橋克己。
対ディンギル帝国戦役時に登場する駆逐艦。同時期の地球艦と比べると、通常空間において速力・機動性に優れる。同級は全長が200mメートルを超え、艦橋も大型化されている。これは対白色彗星帝国戦役時の駆逐艦はおろか、その当時の巡洋艦を大きく上回るが、逆に武装はそれらよりは少なめで波動砲も装備していない。主砲を用いた砲撃戦よりも、ミサイル・爆雷戦を重視した設計といわれる。
艦型は、同時期の戦艦・巡洋艦と似るが、それらに比べると曲線が多用されたデザインとなっている。
武装は、前部甲板に連装主砲を1基、艦橋基部には前方に向けて3連装ミサイルランチャーを縦列に2基、艦首に魚雷発射管4基を装備。
設備としては、後部甲板に台形状の構造物があり、これは艦載機発着用のデッキとなっている。両舷側の艦橋基部付近には、ヤマトのような展望室がある。また、艦底部には、エアインテーク状の構造物がある。
塗装は白色を基調とし、艦首先端および同上の板状構造物の先端を黒、艦底部は赤となっており、その艦型と相まって水上艦艇のような風貌をしている。なお、各艦の艦首両舷側には、艦籍番号（後述）が赤色で表記されている。
艦名は、戦艦大和の沖縄特攻に随行した駆逐艦に由来するものが多い。
- 艦籍番号 333：冬月（ふゆづき）
- 艦籍番号 324：磯風（いそかぜ）[60][57][61]
- 艦籍番号 315：涼風（すずかぜ）[60][57][注 27][61]
- 艦籍番号 603：朝霜（あさしも）[60][57][62]
- 艦籍番号 117：浜風（はまかぜ）[60][57][61]
- 艦籍番号 501[60][57]：雪風（ゆきかぜ）[61]
- 艦籍番号 711 : 不明（霞（かすみ）か初霜（はつしも）のいずれか）[63][61]
- 艦籍番号不明： 霞か初霜のいずれか[61]

劇中では、冬月をはじめとする残存していた8隻がヤマトに随行し冥王星会戦に参加するが、第一波攻撃でヤマトの盾となり、またハイパー放射ミサイルの攻撃を受け6隻が沈没。映像では冬月の他「霞」か「初霜」らしき艦番号711の艦が健在であったのが確認できるが、第二波攻撃で戦闘機隊が救命艇を攻撃した際この艦も撃沈されたのか冬月1隻のみとなる。 最後に残った冬月は、冥王星会戦での負傷者を乗せて一旦地球に帰還した後、ヤマトの自沈に先立って乗組員を収容する。

## PSゲームシリーズ
節名は概ね最新登場作品での正式名称に準拠している。

### M-21741式宇宙戦艦225号
原作アニメにおけるにおける沖田艦。『遥かなる星イスカンダル』に登場する。
物語冒頭のムービーにアニメ版と同じ立ち位置で登場するのみ。

### M-21881式宇宙突撃艦
原作アニメにおけるにおけるゆきかぜ。『遥かなる星イスカンダル』に登場する。
物語冒頭のムービーと衛星タイタンのエピソードにアニメ版と同じ立ち位置で登場するのみ。

### アンドロメダ
アンドロメダのリメイク艦。『PS版さらば』『暗黒星団帝国の逆襲』に登場する。デザイン担当は宮武一貴。

### 主力戦艦級
主力戦艦のリメイク艦。『PS版さらば』『イスカンダルへの追憶』『暗黒星団帝国の逆襲』『二重銀河の崩壊』に登場する。デザイン担当は宮武一貴。

### 防衛軍実験型戦艦
ゲームオリジナル艦。『PS版さらば』に登場する。通称は「無人戦艦」。

### 巡洋艦級
巡洋艦のリメイク艦。『PS版さらば』『イスカンダルへの追憶』『暗黒星団帝国の逆襲』『二重銀河の崩壊』に登場する。デザイン担当は宮武一貴。
『PS版さらば』での設定では、兵装が主砲（40cm連装衝撃砲）3基、副砲（20cm三連装衝撃砲）2基、ミサイル（上方迎撃ミサイルランチャー）1基、機銃（対空パルスレーザー砲）2群となっている。また、単艦での外宇宙への航海も可能な外洋型宇宙戦闘艦とされる。
劇中ではストーリー05「小犬座プロキオン宙域」からストーリー08「大宇宙気流帯」まで、テレザートへ向かうヤマトの随伴艦として巡洋艦「すくね」が同行する。「すくね」はプレイヤーによる操作も可能だが、撃沈されると評価ランクが下がる。ストーリー08における強制イベントで、ゴーランド艦隊の攻撃からヤマトを庇い、撃沈される。ストーリー18「土星近海・絶対防衛圏」では、土方竜の指揮下で多数の巡洋艦が参加するが、敵旗艦「メダルーザ」を早期撃破しないと射程圏内到達前に火炎直撃砲の餌食になってしまう。こちらの艦は「すくね」と違い、地球艦隊と合流するまでプレイヤーの操作は受け付けない。
『イスカンダルへの追憶』『暗黒星団帝国の逆襲』『二重銀河の崩壊』では、前作に出た巡洋艦に加え、同艦種の改良型が登場する。武装は前作と違って両舷の三連装砲塔が主砲（大口径主砲）、前方上下の連装砲塔が副砲という扱いになっている。ほかに上方迎撃ミサイルランチャーを持つ。対空能力は無いが、武装に加わる攻撃力の補正値が110〜120パーセントと高く、副砲といえども、通常の大口径主砲とほぼ同等かそれ以上の攻撃力を持つ。
前期生産型
前作から引き続いて登場する艦種。非波動砲搭載型。攻撃力補正値115パーセント、速力B。
艦体色は青みがかった灰色主体で、艦首などが白色。艦名は「なち」「みょうこう」「はぐろ」「きぬがさ」「あおば」がある。このうち「あおば」は、『暗黒星団帝国の逆襲』において大山俊郎の乗るゆきかぜ・改の随伴艦としてメインストーリー中にも登場する。
後期生産型（甲型）
非波動砲搭載型で前期生産型よりも攻撃力を増強したもの。ただしその分、速力が劣る。攻撃力補正値120パーセント、速力B-。
艦体色は黄土色主体で、艦首などが白色。艦名は「なとり」「きぬ」「さかわ」「ゆうばり」「いすず」がある。
後期生産型（乙型）
非波動砲搭載型で前期生産型よりも速力を増したもの。ただしその分、攻撃力が劣る。攻撃力補正値110パーセント、速力B+。
艦体色は緑がかった灰色主体で、艦首などが白色。艦名は「オーガスタ」「ボルチモア」「ピッツバーグ」「カンバーランド」「ミルウォーキー」がある。
後期生産型（特務型）
エンジンの出力バランスの問題から他の型ではオミットされていた収束波動砲を搭載した型。ただしその分、攻撃力・防御力・速力・旋回性能が前期生産型に比べ劣る。攻撃力補正値110パーセント、防御力120、速力B-、旋回性能B-。
艦体色は灰色主体で、艦首などがクリーム色。艦名は「コンコード」「エッフィンガム」「ホーキンス」「コベントリー」「ケーニヒスベルグ」がある。

### 防衛軍実験型巡洋艦
ゲームオリジナル艦。『PS版さらば』に登場する。デザイン担当は宮武一貴。
巡洋艦をベースにした艦で、通称は「無人巡洋艦」。艦首部分の細部が異なり、艦橋構造物は無く、代わりに円盤状の遠隔操作用の受信アンテナを備える。艦体色は無人戦艦と同じオレンジ系統である。耐久力は有人艦より20パーセント分多く、武装は副砲2基と魚雷。
劇中ではストーリー03「火星-木星間小惑星帯」に登場し、参謀長直属として、ヤマト阻止のためにアステロイド帯に展開している。

### パトロール艦級
パトロール艦のリメイク艦。『PS版さらば』『イスカンダルへの追憶』『暗黒星団帝国の逆襲』『二重銀河の崩壊』に登場する。
『PS版さらば』では、ストーリー14「カイパーベルト」とストーリー15「第11番惑星近海」において、カイパーベルト宙域でヤマトに救援を求めるパトロール艦「うずしお」が登場する。プレイヤーによる操作も可能だが、対空装備が貧弱なので艦載機の攻撃には弱く、撃沈されるとシナリオランクに影響する。また、この「うずしお」は『二重銀河の崩壊』でも、椎名晶の訓練生時代の乗艦として名前だけ登場する。
『イスカンダルへの追憶』『暗黒星団帝国の逆襲』『二重銀河の崩壊』では、「パトロール艦級」という名称で登場する。レーダー性能が高く、索敵範囲は全ユニット中でも珍しい「広」に分類されるが、本艦自身は中射程（レーダー範囲「狭」に相当）の武装しか持たない。また、波動砲を装備しておらず、武装も中口径主砲（巡洋艦級の副砲と同じ威力。そのうえ、パトロール艦の攻撃力補正が20パーセント減なのに対しの巡洋艦級の方は艦自体に10~20パーセント増の攻撃力補正があるため、実際の威力はあちらが高い。）が5基のみであり、防御力も巡洋艦級の120〜130に対してわずか90と、攻撃力・防御力が原型艦の巡洋艦と比べても劣るのが特徴。とはいえ、5基の主砲が全て前方を指向しているため、前方火力は巡洋艦よりも高い。なお2基の主砲は舷側のケースメイト式の三連装砲を使用しているため、射界が狭くなっている。艦名は「グレットナ・グリーン」「イェットミンスター」「みょうけん」「かいふ」「しらはま」である。

### 突撃駆逐艦級
駆逐艦のリメイク艦。『PS版さらば』『イスカンダルへの追憶』『暗黒星団帝国の逆襲』『二重銀河の崩壊』に登場する。リデザイン担当は宮武一貴。
新たな設定画が描き起こされている（細部が若干変わった程度でプロポーションにはほとんど変化無し）。さらに続編においては、グラフィックは同一ながらもバリエーション違いの設定も創られている。艦名は「突撃駆逐艦」となっている。
『PS版さらば』での武装は主砲（40cm連装衝撃砲）2基、魚雷（艦首宇宙魚雷発射管）2基、ミサイル（垂直軸長射程ミサイルランチャー）2基、機銃（対空機銃）2群であり、敵の駆逐艦がヤマトなどの戦艦副砲級の中口径砲（例としてヤマトでは20cm)を主砲にしているのに比べ、前述の巡洋艦と同一口径の40cmという大口径砲を主砲とする。
続編の『イスカンダルへの追憶』以降では、「後期生産型」という性能バリエーションが登場し、それ以前のものは「前期生産型」と位置付けられている。ゲームシステム上の性能データとしては、主砲2基が中口径砲という設定に変更されている。
前期生産型
中口径主砲4基・艦首魚雷1基・平行発射ミサイル1基を装備している。なお、主砲は他種と異なり、4基のいずれも後方を射界の基準角にしている。
艦体色は、灰色主体で艦首などがオレンジ色。艦名は「ふぶき」「はくろ」(実際の名は「しらつゆ」であり、明らかに表記ミスである。)、「あさしお」「かげろう」。
後期生産型（甲型）
中口径主砲2基・対空機銃2基・艦首魚雷1基・平行発射ミサイル1基を装備している。さらに、艦自体に10パーセント増の攻撃力補正があるため、攻撃面では他種より優れている。一方で、速力は他種より1段階低い。
艦体色は、白色主体で艦首などが赤色。艦名は「ゆうぐも」「うしお」「おぼろ」「みねかぜ」。
後期生産型（乙型）
中口径主砲2基・上方迎撃ミサイル2基・下方迎撃ミサイル2基を装備している。艦自体の性能は前期生産型と同じ。
艦体色は、灰色主体で艦首などが白色。艦名は「あやなみ」「しきなみ」「ハックルベリー」「フレッチャー」。
後期生産型（丙型）
速力がA－と他種より1段階優れている。しかし、武装は中口径主砲2基・対空機銃2基・艦首魚雷1基のみと他種より少なく、艦自体も10パーセント減の攻撃力補正を持つ。さらに、防御力も他種より低い。ただし、対空機銃の射界が甲型よりも広く、対空ユニットとして見るなら甲型よりも有用である。船体は後期乙型をベースにしている。魚雷は四連装魚雷発射管ではなく四門の艦首大型魚雷発射管を使用し、四発を連続ではなく一斉に発射する。艦体色は、白色主体で艦首などが黒色。艦名は「バトラー」「キャラハン」「モホーク」「ズールー」。

### 護衛艦
護衛艦に相当する。『PS版さらば』に登場する。
プロローグのムービー中に登場する。デザインはアニメ版のものを流用している。

### 主力戦艦改級攻撃空母
空母のリメイク艦。『PS版さらば』『イスカンダルへの追憶』『暗黒星団帝国の逆襲』『二重銀河の崩壊』に登場する。デザイン担当は宮武一貴。

### 戦略指揮戦艦アンドロメダ改級 しゅんらん
アンドロメダの派生艦という設定のゲームオリジナル艦。『イスカンダルへの追憶』『暗黒星団帝国の逆襲』『二重銀河の崩壊』に登場する。デザイン担当は宮武一貴。

### 突撃駆逐艦雪風改級大山式 雪風・改
ゆきかぜの改造艦という設定のゲームオリジナル艦。『イスカンダルへの追憶』『暗黒星団帝国の逆襲』『二重銀河の崩壊』に登場する。デザイン担当は宮武一貴。

### 自動超弩級戦艦級
無人艦隊大型艦のリメイク艦。『イスカンダルへの追憶』『暗黒星団帝国の逆襲』『二重銀河の崩壊』に登場する。デザイン担当は宮武一貴。
開発経緯や用途などは無人艦隊大型艦と同様であるが、波動砲が艦体内蔵型に変更される（配置は縦列のまま）など、デザインのリメイクが行われており、より『さらば』や『ヤマト2』の地球防衛軍艦艇に近い艦容になっているほか、艦体色もアンドロメダなどと同様の水色となっている。また、排水量が100,000t強と設定され、波動砲以外の兵装も4連装51cm衝撃砲4基に変更されている。
バリエーションとして、収束型波動砲を装備したAタイプと、拡散波動砲を装備したBタイプの2種類が存在する。個艦の艦名としては、Aタイプは「クレイモアI」「クレイモアII」「ハルバードI」「ハルバードII」「トライデントI」「トライデントII」、Bタイプは「モーニングスターI」「モーニングスターII」「ファルシオンI」「ファルシオンII」「シャムシールI」「シャムシールII」がある。なお、本級の艦名は全て武器の名前となっている。

劇中では、無人艦隊大型艦と同様の出番のほか、地球防衛軍第七艦隊旗艦「しゅんらん」の管制下にあった艦が、しゅんらんと共にヤマトの航海に同行する。

### 自動重駆逐艦級
ゲームオリジナル艦。『イスカンダルへの追憶』『暗黒星団帝国の逆襲』『二重銀河の崩壊』に登場する。デザイン担当は宮武一貴。
無人駆逐艦。有人駆逐艦の特徴である先端が丸まった紡錘 - 葉巻形の艦型形の船体とは大きく変わり、細長い四角錐を基調とした船体をしている。また、メインエンジンノズル部にあるインテークの形状が、有人駆逐艦の様に円形ではなく、横に広がったかまぼこ型の大型インテークを上部に、上部のものより小型で扇型のインテークを下部に有していて、一見すると小さな翼が生えている様に見えるのがデザイン上の特徴となっている。

ゲームシステム上は、中口径主砲2基と平行発射ミサイル3基、艦尾ミサイル1基を装備している。速力・旋回能力はA-で、改彗星帝国高速駆逐艦級やガミラスのC型デストロイヤーと並び、艦船の中ではトップクラスである。

### 改彗星帝国ミサイル艦級
ゲームオリジナル艦。『イスカンダルへの追憶』『暗黒星団帝国の逆襲』『二重銀河の崩壊』に登場する。
白色彗星帝国のミサイル艦を鹵獲し、改造したもの。艦首破滅ミサイルを撤去して発射口を封じている。破滅ミサイルを始めとする各部ミサイルを撤去した代わりに、大口径主砲3基、副砲2基、上方迎撃ミサイル1基を装備している。
艦名は「ホワイトランサーI」「ホワイトランサーII」「ホワイトランサーIII」「ホワイトランサーIV」である。

### 改彗星帝国高速駆逐艦級
ゲームオリジナル艦。『イスカンダルへの追憶』『暗黒星団帝国の逆襲』『二重銀河の崩壊』に登場する。
白色彗星帝国の駆逐艦を鹵獲し、改造したもの。特徴であった回転速射砲塔が撤去され、代わりに地球艦と同じ砲身を有した中口径主砲3基、対空機銃2基、平行発射ミサイル1基を装備している。主砲は船底部の砲が前方を攻撃し、残りの二基は後方を攻撃する。上甲板の主砲は使用不能となっている。速力・旋回能力はA-で、自動重駆逐艦級やガミラスのC型デストロイヤーと並び、艦船の中ではトップクラスである。
艦名は「ホワイトパイカーI」「ホワイトパイカーII」「ホワイトパイカーIII」「ホワイトパイカーIV」である。

### 改彗星帝国中型空母級
ゲームオリジナル艦。『イスカンダルへの追憶』『暗黒星団帝国の逆襲』『二重銀河の崩壊』に登場する。
白色彗星帝国の高速中型空母を鹵獲し、改造したもの。艦首両舷にあったオレンジ色の複眼状センサーが撤去された以外は、基本的に変わっていない。塗装は地球防衛軍標準色の明灰色。艦名は「ホワイトスカウトI」「ホワイトスカウトII」である。
ホワイトスカウトIは茶色のコスモタイガーII、ホワイトスカウトIIはミサイル爆撃機を搭載している。対空機銃4基と平行発射ミサイル1基を装備し、対空性能が高いのが特徴。また、空母の中ではトップクラスである、戦艦と同等のBランクの速力・旋回能力を持つ。

## リメイクアニメシリーズ

### 金剛型宇宙戦艦
沖田艦のリメイク艦。『2199』『星巡る方舟』『2202』『ヤマトという時代』に登場する。デザイン担当は玉盛順一朗、艦内は山根公利が担当。
デザインの細かい変更と新たな設定が施されており、沖田艦に相当する艦には「キリシマ」という艦名が設定されている。
艦型・カラーリングは『ヤマト』と同様だが、各部がディティールアップされているのと同時に、独自の設定が加えられている。艦首の開口部が砲口と解釈され、陽電子衝撃砲（「ヤマトの主砲」と同種の砲）と設定されたほか、艦橋と砲塔が一体化した特異な様式の艦橋砲は、目標の捕捉・照準・射撃を一元化して効率を高めるために後から増設されたものと理由付けされている。その他、武装面では艦体上下の8門ずつ計16門のミサイル垂直発射管や対宙機銃などが新たに設定された。
『ヤマト』で艦底にあった艦載機格納ハッチは艦体両舷へと設置されており、艦載機を収容する際はハッチを開き、フックアームを艦載機にドッキングさせて艦内へ引き入れる。
艦内の重力・慣性制御機能はなく、艦内は無重力状態であるため、乗員は磁力靴を履いて身体を床に固定している。
なお、「キリシマ」の進宙は西暦2171年で、上述の艦橋砲や陽電子衝撃砲などは2190年代後半に「コンゴウ」「ハルナ」「キリシマ」の3隻に対し施された近代化改修で設置されたものとされており、対宙機銃もメ号作戦参加前に増設されたものとされている。しかし、劇中では回想シーンにおいても改修後の姿で登場しており、改修前の姿で登場したことはない。
本作では「BBS-555 キリシマ」以外にも「BBS-551 コンゴウ」「BBS-552 ハルナ」「BBS-553 ヨシノ」「BBS-554 ミョウコウ」「BBS-556 ヒエイ」「BBS-557 チョウカイ」「BBS-558 フソウ」の計7隻の同型艦が建造されたが、対ガミラス戦役の中、「ヨシノ」「ミョウコウ」「ヒエイ」「チョウカイ」「フソウ」の5隻が外惑星防衛戦、「コンゴウ」「ハルナ」の2隻がカ号作戦で失われ、物語開始時点で残存しているのは「キリシマ」のみとなっているという設定が加えられている。
ちなみに、「金剛型」の設計・製造は南部造船が行っているという設定も加えられている。
改修前の艦容は『ヤマトという時代』にて新たにデザインされている。かねてよりの設定通り艦橋と砲塔が別々となっているほか、艦首や艦尾の安定翼が小ぶりで、舷側には格納庫ハッチが存在せず、艦底のインテイク状構造物は左右二分割となっている。艦首には陽電子衝撃砲ではない小口径の砲門が存在している。また、同作では国連宇宙軍の標準艦として設計された巡洋戦艦「AU艦シリーズ」の一仕様とされた。AU艦のデザインは、上記の改修前の金剛型よりも改修後の金剛型に近いシルエットだが、上部の砲塔が1基のみ、艦橋は艦体に半埋め込み状態、側面の凹凸が少ない、格納庫のハッチが無い、艦首砲が存在しないといった差異がある。このデザイン自体は改修前の金剛型のデザインを検討する際の素案として描かれたもので、正式設定かは不明。ただし、本作のBD・DVDの初回特典スリーブケースの裏面にはこの艦が描かれている。
劇中での登場
宇宙戦艦ヤマト2199
劇中で登場するのはキリシマのみで、回想シーンなども含めて第1・3・11・17話に登場する。国連宇宙海軍・極東方面空間戦闘群・連合宇宙艦隊・第一艦隊旗艦を務めており、『ヤマト』と同様に第1話の冥王星沖海戦（メ号作戦）に参加。国連宇宙海軍・連合宇宙艦隊司令長官の沖田十三が座乗し、艦長は山南修が務める。また、徳川彦左衛門・薮助治・平田一らも乗艦していた。ガミラス艦隊と交戦するも旧作同様主砲をはじき返され、一方的に叩かれるが、最終的に「イスカンダルからの通信カプセルを回収するための陽動作戦」というメ号作戦の所定の目的だけは果たし、傷だらけになりながらも唯一地球に帰還した艦となる。
第3話では、地球大気圏を離脱するヤマトを見送っている。この時は土方竜が座乗しており、艦長の山南やクルー一同と共にヤマトへ敬礼を送っている。
漫画版（むらかわみちお）
単行本第1巻において、ヤマトを目掛けて発射された惑星間弾道弾の軌道変更を試みて同弾に攻撃を加え、軌道は変えられなかったが着弾（予想）時刻を数分遅らせることには成功した。また、単行本第6巻における沖田の第二次火星沖海戦の回想中で、金剛型宇宙戦艦と村雨型宇宙巡洋艦の艦首陽電子衝撃砲の発砲が描写されている。
小説版（豊田巧）
漫画版と同様に惑星間弾道弾の軌道変更を試みる。この際、通常火器ではなく艦首陽電子衝撃砲を使用するが、命中はしたものの一切通用しなかった。

宇宙戦艦ヤマト2199 星巡る方舟
時系列上は『2199』第3話に相当するプロローグに登場し、ヤマト護衛任務後、月面に孤立していた空間騎兵第7連隊の救出を行っている。
宇宙戦艦ヤマト2202 愛の戦士たち
キリシマが第4話に登場する。退役艦となっており、ヤマト乗組員が秘密裏に集合する際に利用される。
外伝小説では、退役後の扱いが決まらず、古い宇宙港に放置されていたところを、同港に左遷されていた平田の手引きで利用されたという裏事情が描写されている。
「宇宙戦艦ヤマト」という時代 西暦2202年の選択
既存のシーンのほか、序盤の新作パートにも登場。第二次火星沖海戦にて艦首陽電子衝撃砲によりガミラス艦を撃沈している。
また、1カットではあるが、進宙当初の姿も登場する。

#### 金剛改型宇宙戦艦 / 金剛改II型宇宙戦艦
『2202』『ヤマトという時代』に登場する。
金剛型の改修艦級で、波動コアを内包した新型エンジンを搭載して超空間航行が可能となり、主砲を高圧増幅光線砲から陽電子衝撃砲に変更し、搭載する空間魚雷を新型に置き換えた艦。また、艦首陽電子衝撃砲もより大口径の46センチに換装されている。
さらに、再改装を施した改II型は、波動砲を搭載し、エンジンの出力が増大したため、波動防壁の展開も可能となっている。艦種は宇宙戦艦のままだが、アンドロメダ級やドレッドノート級といった新世代の大型宇宙戦艦の就役以降は、巡洋艦相当の位置づけになっているとされる。
形状デザインは変更されていないが、カラーリングは水色と白色の標準塗装と紺色と水色のスコードロンリーダー用の塗装の2種類となっている。各種マーキングも変更されており、舷側には地球連邦防衛軍のエンブレムが大きくプリントされている。
具体的な艦名にはスコードロンリーダー塗装として「ゆうなぎ」、「わだつみ」、「INDEPENDENCE（インディペンデンス）」、標準塗装として「しまかぜ」「TICONDEROGA（タイコンデロガ）」「HUBBARDTON（ハバードトン）」「SUGARLOAF（シュガーローフ）」「PHARRIS（ファリス）」などがある。
改型は第1話の浮遊大陸での戦い、改II型は第17話の土星での戦いで初登場する。

なお、当初のシナリオでは本級を含む改型艦の登場は無く、古代進が乗るゆうなぎは新型の駆逐艦という設定だった。

### 村雨型宇宙巡洋艦
リメイクアニメオリジナル艦。『2199』『ヤマトという時代』に登場（松本零士の漫画版でも、冥王星海戦の場面で1カットのみ類似した形状の艦が描かれている）する。デザイン担当は出渕裕、細部のディテールアップは玉盛順一朗、艦内は山根公利が担当している。
国連宇宙海軍所属の宇宙巡洋艦。ネームシップの「ムラサメ」の進宙は西暦2170年。
内惑星戦争時代の建艦計画によって多数の同型艦が建造されており、国連宇宙海軍連合宇宙艦隊の中核を成している。
大まかな形状は、同時期に運用されていた金剛型宇宙戦艦と同様の円錐または葉巻形で、『さらば』に登場した艦艇へ通ずる部分も感じさせる。艦底部にはバルジのような張り出しがある。艦首には横方向に張り出したフィンと「キリシマ」同様の陽電子衝撃砲の発射口があり、艦尾にはY字型に尾翼が配置されている。艦内慣性制御能力はなく、艦内は無重力状態であるため、乗員は磁力靴を履いて身体を床に固定している。
塗装はメ号作戦以前の所属部隊によって、「黄色を基調として艦前方上部と艦橋後方が赤、艦橋前方と艦底部が白いもの」「灰色を基調として艦首・艦首フィンの後部・艦橋が白く、艦中央部と艦橋後方が赤いもの」「赤色を基調とし、艦底部と艦中央部が白いもの」の3パターンの塗装が存在する。
艦名としては、黄色基調の艦として「CAS-707 ムラサメ」「CAS-253 ユウギリ」「CAS-266 アタゴ」「CAS-229 アブクマ」「CAS-236 チョウカイ」、灰色基調の艦として「CAS-741 イブキ」「CAS-777 ツルギ」「CAS-702 ナチ」「CAS-718 ムラクモ」「CAS-731 タカオ」、赤色基調の艦として「CAS-890 ヤクモ」「CAS-854 クラマ」「CAS-820 アシガラ」が存在する。また、『ヤマトという時代』では「CAS-742 アキ」「CAS-201 ソウヤ」など新たな艦名が登場しており、「CAS-301 ВАРЯГ(ヴァリャーグ)」「CAS-333 ЧАПАЕВ(チャパエフ)」「CAS-351 КИРОВ(キーロフ)」など外国名の艦も存在している。
武装は艦首部に20サンチ陽電子衝撃砲と魚雷発射管を、艦橋の前後部と艦底部にそれぞれ1基ずつ、短砲身の連装高圧増幅光線砲を装備している。
劇中での登場
宇宙戦艦ヤマト2199
回想シーンなども含め、第1・4・11・17話に登場する。第1話の冥王星沖海戦（メ号作戦）において、第一艦隊所属艦として「ユウギリ」「アブクマ」「ヤクモ」「アタゴ」「ツルギ」「クラマ」「イブキ」「ナチ」「ムラクモ」の計9隻が登場し、冥王星付近にてガミラス艦隊と交戦するが、全艦が撃沈される。第11話では、政府公認のガミラスとの戦争の記録ビデオや回想シーンに登場。ビデオでは太陽系に現れたガミラス艦隊に対して防衛行動のため出撃する様子や、最初にガミラス艦隊に遭遇したのが、島大介の父である島大吾が艦長を務める日本艦隊所属の「ムラサメ」であり、敵の先制攻撃で撃沈されたことが語られている。その後の回想シーンでは、ムラサメが中央司令部の命令を受けて先制攻撃を仕掛け、返り討ちにされて轟沈した事実が明かされる。
「宇宙戦艦ヤマト」という時代 西暦2202年の選択
既存のシーンのほか、序盤の新作パートにも登場。新作パートで登場するのは灰色基調と赤色基調のみ。第二次火星沖海戦にて「アキ」がキリシマの盾となって爆沈しているほか、「チャパエフ」と「キーロフ」が艦首陽電子衝撃砲によりガミラス艦を撃沈している。

#### 村雨改型宇宙巡洋艦
『2202』『ヤマトという時代』に登場する。
金剛改型宇宙戦艦と並んで、新型エンジンを搭載した改良型。艦首陽電子衝撃砲が28センチメートルへと大口径化がなされたほか、砲塔が20センチ連装陽電子衝撃砲に替わり、波動防壁も使用可能となっている。
カラーリングは、艦首が白、艦上部が水色、艦下部が赤となっている通常の塗装と、村雨型の黄色基調と同じ塗り分けを青・水色・白の寒色系にした救命艦用の塗装の2種類がある。いずれもマーキングは金剛改型と同様のもので、舷側に地球連邦防衛軍のエンブレムが大きくプリントされている。

世界各国の宇宙軍に配備されており、英語艦名の艦もいる。具体的な艦名に「DEFIANT（ディファイアンス）」「SARATOGA（サラトガ）」「FARRAGUT（ファラガット）」「PATTERSON（パターソン）」「IROQUOIS（イロクォイ）」「KIRK（カーク）」、救命艦として「INTREPID（イントレピッド）」「KERMADEC（ケルマデック）」「MERCY（マーシー）」などがある。

### 磯風型突撃宇宙駆逐艦
ゆきかぜのリメイク艦。『2199』『ヤマトという時代』に登場する。デザイン担当は玉盛順一朗。

#### 磯風改型突撃宇宙駆逐艦
『2202』に登場する磯風型の改良艦。

### 前衛武装宇宙艦（アンドロメダ級） / アンドロメダ級宇宙戦艦
アンドロメダのリメイク艦。『2202』『ヤマトという時代』『2205』『3199』に登場する。デザイン担当は玉盛順一朗、空母型は小林誠。

### 前衛航宙艦（ドレッドノート級）
主力戦艦のリメイク艦。『2202』『ヤマトという時代』『3199』に登場する。デザイン担当は玉盛順一朗。

### パトロール艦（リメイクアニメ）
パトロール艦のリメイク艦。『2202』『ヤマトという時代』『2205』『3199』に登場する。デザイン担当は玉盛順一朗。
「波動砲艦隊構想」の一環として建造された軽装甲巡洋艦の巡視仕様。長期的な単独行動が可能。
武装は小型の波動砲のほか、陽電子砲や魚雷発射管などを備える。
デザインはオリジナルからほぼ変わらないが、アンテナ部の形状がより詳細になったほか、艦橋部に信号旗、艦首部や艦底部に張線が追加されている。また、大きな特徴として、艦底部に格納庫を備え、空間汎用輸送機 SC97 コスモシーガルを、ロール軸を90度傾けて、収容・搭載が可能である。
カラーリングは、青色と灰色というオリジナルに準拠した2色塗装のもの、こちらはスコードロンリーダーとされ、もう一つはオリジナルの巡洋艦に近い灰色1色の塗装のものが登場している。『3199』でのスコードロンリーダーは、色彩や艦尾の塗装が変更されている。また、『2202』では派手なマーキングが施されていたが、『3199』ではアンドロメダ級やドレッドノート級などと同様、控えめなものとなっている。
なお、現状艦級名は不明だが、アシェット・コレクションズ・ジャパンが2019年1月に創刊した『宇宙戦艦ヤマト2202 ダイキャストギミックモデルをつくる』の『1/350 ダイキャストギミックモデル シリーズ』の、2024年4月3日発売の251号から始まる『ヤマトよ永遠に REBEL3199　地球防衛軍 パトロール艦をつくる』において「PF-01 PACIFIC」という艦名表記が登場している。
劇中での登場
宇宙戦艦ヤマト2202 愛の戦士たち
第17話で初登場。エンケラドゥス守備隊に2隻が配備されており、それぞれ「E01」「E02」と呼ばれる。土星圏に出現したガトランティス艦隊と交戦し、飽和攻撃でE02が早々に轟沈。E01は金剛改II型とともに波動砲を発射するが、ガトランティス艦隊の物量の前には微々たる損害しか与えられなかった。その後の描写は無く不明だが、同戦闘終盤の残存艦確認ではパトロール艦の名は挙がっていない。第22話では火星沖の仮設ドックにて複数の同型艦が登場する。
宇宙戦艦ヤマト2205 新たなる旅立ち
第1話と第2話に登場。青色塗装の艦が1隻、地球連邦防衛軍・宇宙海軍第七〇基地に停泊している姿が確認できる。艦体色や「E01」という識別番号は『2202』のエンケラドゥス守備隊の艦と同じだが、資料によっては同部隊の功績を評して名前を受け継いだ別の艦であるとされている。
ヤマトよ永遠に REBEL3199
第1話に登場。青色塗装の艦が1隻、第11番惑星近海にてボラー連邦の領海侵犯に対峙する巡視艦隊の構成艦として登場するも、乱入してきたグランドリバースからの光波を浴びせられて航行不能となる。

### 護衛艦（リメイクアニメ）
護衛艦のリメイク艦。『2202』『ヤマトという時代』『3199』に登場する。デザイン担当は玉盛順一朗。
「波動砲艦隊構想」の一環として建造されたフリゲート。本構想は元々ドレッドノート級を主体としていたが、計画の拡充に伴い、量産性に優れた小型波動砲艦として本艦級が開発された。
武装として小型の波動砲のほか、陽電子砲や魚雷発射管などを備える。また、艦底部には格納庫も有している。
2202劇中では第17話で初登場。エンケラドゥス守備隊に20隻配備されているほか、アンドロメダ率いる主力艦隊にも多数配備されている。

3199では第1話から登場する。第11番惑星巡視艦隊所属の艦がグランドリバースからの光波を浴びせられて航行不能となったほか、地球侵攻時に撃沈された艦の残骸が背景に映っている。

### 無人艦隊コマンド艦 グラディエーター
無人艦隊大型艦のリメイク艦。『3199』に登場。デザインは旧作とほぼ変わらない。
各惑星の防空戦力として構想され、ヤマト航海長を務めた島大介の操艦技術を基に開発された「制限型自律防空システム」のコマンド艦。制限型自律防空システムは地球連邦空軍が管轄しており、通称「無人艦隊」とも呼ばれている（艦体には「E.F.AIR FORCE」と表示されている）。
完全無人艦であった旧作と異なり、本作では後述のエイジャックスを制御する有人艦とされている。操艦のための機能はすべて艦橋に集約され、極小人数での運用が可能とされている。
空軍は本艦と随伴する迎撃艦に戦闘機的な一撃離脱戦法での運用を想定していたため、本艦は宇宙海軍の艦艇を凌ぐ高い機動性、運動性を有する艦として開発、建造されることとなった。　
作中では第1話から登場。空軍に出向してシステム開発にも携わった島が艦長として、その他にも徳川太助が機関員として乗り組んでおり、エイジャックスを指揮してグランドリバースを地球軌道上で迎撃する。しかしデザリアムに呼応した地球側の内通者によって仕込まれていたバグによって機能を停止させられて漂流状態に陥ってしまい、プレアデス級からの攻撃でエイジャックスもろとも撃沈されかける絶体絶命の危機を迎えるが、南部康雄が南部重工から入手して送信したデータにより機関再始動に成功。大破しながらも地球に辿り着き、島や徳川たちは生還した。

### 無人艦隊迎撃艦 エイジャックス
無人艦隊小型艦のリメイク艦。『3199』に登場。
地球連邦空軍が管轄する「制限型自律防空システム」として開発された艦。「ひよどり（ Bulbul ）」のコードネームが割り当てられており、有人コマンド艦である先述のグラディエーターに総数49隻が随伴し艦隊を構成する。
制限型自律防空システムは各惑星の防空戦力として構想されているが、空軍戦力との連携を視野に収めていることもあり、本艦の惑星の大気圏内での運用は基本的には想定されていない。しかし、大気圏内の飛行自体は可能であり、大気圏内外の往還機能も有するとされている。
エイジャックスは無人艦であることから、有人の艦艇よりも高い機動性能を持ち、その運用も対象への一撃離脱戦法が採用されている。
デザインは旧作とほぼ変わらないが、違いとして、外装式の大型ミサイルを6発、艦中央部の外周に装備している。
第1話から登場。DAD作戦第3段階として、グラディエーターの管制の下、グランドリバースを地球軌道上で迎撃する。しかしデザリアムに呼応した地球側の内通者によって仕込まれていたバグによって機能停止に陥り、プレアデス級からの攻撃で複数隻が撃沈される。攻撃を免れた艦もグラディエーターの撃沈により漂流状態となるが、デザリアムからは戦力的に無価値と見なされ軌道上に放棄されたままとなっている。

### アリゾナ級宇宙戦艦
アリゾナ級戦艦のリメイク艦。『3199』に登場。デザイン担当は玉盛順一朗。
ガミラス戦争末期に国連が策定した地球脱出計画のもと、北米管区で建造されていた移民船をルーツとする。イスカンダルより波動エンジンとコスモリバースシステムの情報がもたらされた時点では内殻部分がほぼ完成していたものの、唯一波動エンジンを搭載できる段階まで建造が進んでいた極東管区の移民船（のちのヤマト）に人員・資源を集約させるため他行政管区の移民船とともに建造が中止された。その後はガトランティス戦役後まで放置されていたが、第四次防衛計画の策定と時間断層の放棄により反対されていた宇宙戦艦の新造調達に代わる案として、設計の一部変更とともに戦闘艦として転用された。また、最新OSの働きにより少数の艦橋要員での運用が可能である。
デザインはおおむねオリジナルを踏襲しているが、ラインが全体的に直線的となりアンドロメダ級やドレッドノート級に近づいている。司令塔部分は大きく異なり、第二艦橋～第一艦橋が切り詰められている一方で第一艦橋～艦橋上部アンテナ基部が伸びてデザイン上のバランスが変わっているほか、第二艦橋のスリット状構造は窓ではなく兵装の発射口と解釈されている。
作中では、1番艦「アリゾナ（BB-101）」が第8話より登場。北米地区にて建造後、試験航海を兼ねて新都へ移動。地球新都にある南部重工のドックにて最終艤装が進められていたところを、空間騎兵隊のグランドリバース突入を支援する相原義一、太田健次郎、戦闘空母ヒュウガ元乗組員北野哲也らによって奪取される。波動コアが抜き取られていたため発進は不可能な状態だったが、ドックの電力を利用しショックカノンでグランドリバースを砲撃。基部の耐震構造に揺さぶりをかけることで内部に侵入させることには成功するものの、突入メンバーのデザリアムの正体を暴くという目論見が失敗したためクルーは逃亡、アリゾナも放棄された。

## その他作品

### キャプテンハーロック艦
ひおあきらの漫画版に登場。沖田艦に似た形状で、古代守こと宇宙海賊キャプテン・ハーロックの指揮する海賊船である。砲塔はなく、全武装は前方固定式。艦首のミサイル発射管と、沖田艦では用途不明だった開口部に装備された大型の固定式エネルギー砲が武器。機関は恒星間航行中からのワープが可能で、宇宙気流内すら平然と航行できるほか、艦体はガミラス艦への体当たりも耐え切るという頑強さを誇る。
単行本第2巻から登場し、たびたびロメル艦隊を妨害してヤマトの危機を救う。ガミラス星前面の決戦ではロメルと一騎討ちでの死闘を演じ、これに勝利する。
なお、松本零士の漫画版にもキャプテンハーロック艦は登場するが、こちらはひおあきら版とは異なり、他の松本作品に登場するデスシャドウ号に似た形状となっている。